# Hymenochaete proxima
Hymenochaete proxima är en svampart som beskrevs av Rick 1934. Hymenochaete proxima ingår i släktet Hymenochaete och familjen Hymenochaetaceae.   Inga underarter finns listade i Catalogue of Life.